# Kamenorezac
Rezbarenje kamena označava djelatnost kojom se kamenu ili stijeni mijenja oblik otklanjanem njegovih dijelova. Pod time se može podrazumijevati priprema kamenja, odnosno njihovo rezanje u blokove pogodne kao građevinski materijal, kao i stvaranje umjetničke skulpture.